# Teddy Gipson
Sergerio „Teddy“ Gipson (* 15. Februar 1980 in Farmerville, Louisiana) ist ein US-amerikanischer Basketballspieler, der als Profi in Europa in den Niederlanden, Deutschland, Frankreich, Bosnien und Herzegowina und Ungarn spielte. In der Saison 2012/13 spielte in der Basketball-Bundesliga für den vormaligen deutschen Double-Gewinner Brose Baskets aus Bamberg. Zuletzt spielte Gipson für den STB Le Havre.

## Karriere
Geboren und aufgewachsen in Farmerville, das zum „Metropolitan Statistical Area“ der Stadt Monroe gehört, wechselte Gipson zum Studium in den benachbarten Bundesstaat an die University of Arkansas in Fayetteville, wo er ab 1998 für die Razorbacks genannte Hochschul-Basketballmannschaft in der Southeastern Conference (SEC) der NCAA Division I spielte. Die Razorbacks, 1994 noch landesweiter Champion und 1995 Vizemeister, erreichten unter Trainer Nolan Richardson in Gipsons Zeit von 1999 bis 2001 noch dreimal die landesweite Endrunde, wo man jedoch jeweils relativ früh ausschied. Sie gewannen im Jahr 2000 wenigstens das Meisterschaftsturnier der SEC. Die abschließende Spielzeit Gipsons mit den Razorbacks 2002 war überschattet vom Rausschmiss des vormaligen Erfolgstrainers Richardson, der sich durch kontroverse Äußerungen auf einer Pressekonferenz ins Abseits gestellt hatte.
2003 setzte Gipson seine Karriere als Profi in den Niederlanden fort und spielte für den Amsterdam Basketball Club (ABC), mit dem er in der ersten Spielzeit 2004 niederländischer Pokalsieger und Vizemeister werden konnte. In der darauffolgenden Spielzeit gewann man als Demon Astronauts unter dem israelischen Trainer Arik Shivek die insgesamt fünfte Meisterschaft für den Verein. Am Ende der Spielzeit 2005/06, in der man erneut Pokalsieger werden konnte, stieg der Hauptsponsor aus, nachdem er von XS4ALL übernommen wurde. Gipson wechselte zum deutschen Erstliga-Aufsteiger Paderborn Baskets, dessen Trainer Douglas Spradley seine Profi-Spielerkarriere ebenfalls in Amsterdam begonnen hatte. Entgegen manchen Erwartungen konnte der Aufsteiger mit 16 Siegen in 34 Spielen in der Saison 2006/07 einen sicheren Mittelfeldplatz erreichen. Gipson nahm als Leistungsträger der Mannschaft am BBL All-Star Game 2007 teil. Nach der Genesung von Tim Black verzichtete der Verein jedoch auf eine Weiterverpflichtung von Gipson für die folgende Spielzeit, und dieser kehrte schließlich zum ABC nach Amsterdam zurück, der mit MyGuide einen neuen Hauptsponsor gefunden hatte und die folgenden Meisterschaften 2008 und 2009 gewinnen konnte. Die Saison 2008/09 war von der Insolvenz des bisherigen Hauptsponsors überschattet, so dass Gehälter nicht mehr pünktlich gezahlt wurden. Gipson verließ am Ende der Spielzeit den Verein endgültig, der zwei Jahre später seinen professionellen Spielbetrieb einstellte.
Für die Spielzeit 2009/10 unterschrieb Gipson einen Vertrag bei Élan Béarnais aus Pau in der zweiten französischen Liga LNB Pro B. Der neunmalige französische Meister war zuvor abgestiegen und schaffte mit Gipson als Meister der Pro B den sofortigen Wiederaufstieg. Gipson wurde als bester ausländischer Spieler („MVP étranger“) dieser Spielzeit in der Pro B ausgezeichnet. Anschließend wurde er für ein halbes Jahr gesperrt, da er in seiner Amsterdamer Zeit seinem Mannschaftskameraden Orien Greene beim Manipulieren von dessen Dopingprobe geholfen hatte. Trotz der Sperre Gipsons verpassten die Südwestfranzosen nach dem Wiederaufstieg als Neuntplatzierter der Hauptrunde den Sprung in die Play-offs um die französische Meisterschaft nur knapp. In der folgenden Spielzeit wurde Mannschaftskapitän Gipson auch zum französischen All-Star Game der Pro A eingeladen. Die Mannschaft jedoch erreichte nur sieben Siege in 30 Spielen und stieg als Vorletzter wieder ab. Für die folgende Spielzeit 2012/13 kehrte Gipson dann in die deutsche Basketball-Bundesliga zurück, nachdem er von den Brose Baskets aus Bamberg, in den drei Jahren zuvor jeweils deutscher Meister und Pokalsieger, verpflichtet wurde. Nachdem er zuvor nur in kleineren Vereinswettbewerben der FIBA Europa aktiv war, trat er mit dem deutschen Verein auch im höchsten europäischen Vereinswettbewerb EuroLeague 2012/13 an. Im Februar 2013 erfolgte jedoch die vorzeitige Trennung zwischen Gipson und den Brose Baskets Bamberg aufgrund unterschiedlicher sportlicher Erwartungen. Anschließend kehrte er nach Frankreich in die LNB Pro A zurück zum Aufsteiger und Erstliga-Rückkehrer CSP Élite aus Limoges. Für die Mannschaft reichte es jedoch nicht zum Einzug in die Play-offs um die Meisterschaft und man belegte unter Trainer Panagiotis Giannakis nur den 13. Platz.
Zu Beginn der Saison 2013/14 unterschrieb Gipson einen Vertrag beim bosnischen Double-Gewinner KK Igokea Aleksandrovac aus der Opština Laktaši in der Republika Srpska. Mit diesem Verein trat er neben der Adriatischen Basketballliga (ABA-Liga) auch im Eurocup 2013/14 an, in dem man jedoch nach nur drei Siegen in zehn Vorrundenspielen frühzeitig ausschied. Nach der Titelverteidigung in der bosnischen Meisterschaft wechselte er 2014 zur folgenden Saison zum ungarischen Meister Szolnoki Olaj KK, der mit Gipson das nationale Double erfolgreich verteidigen konnte, in der ABA-Liga 2014/15 auf dem siebten Platz aber den Einzug in das Final-Four-Turnier verpasste. Nachdem Gipson zum Jahresbeginn 2016 noch einmal kurzzeitig zum KK Igokea nach Bosnien zurückgekehrt war, ersetzte er Mitte März Willie Deane beim französischen Erstligisten Saint Thomas Basket aus Le Havre. Nach 16 Jahren Erstklassigkeit ließ sich nach nur vier Saisonsiegen aber der Abstieg als Tabellenletzter nicht mehr vermeiden.